# Петровка (Злынковский район)
Петровка — деревня в Злынковском районе Брянской области, в составе Злынковского городского поселения. 
 Расположена в 4 км к югу от Злынки. Население — 83 человека (2010).

## История
Возникла в первой половине XIX века (также называлась Нехотяевка, Новая Корниловка); до 1929 года входила в Новозыбковский уезд (с 1861 — в составе Денисковичской волости, с 1923 в Злынковской волости). До Великой Отечественной войны преобладало украинское население.
В 1929—1939 состояла в Новозыбковском районе, затем в Злынковском, при временном упразднении которого (1959—1988) — вновь в Новозыбковском. До 1960 года являлась центром Петровского сельсовета, в 1960—2005 гг. — в Карпиловском сельсовете.
| Годы      | 1859 | 1892 | 1897 | 1901 | 1926 | 1979 | 1989 | 2002 | 2010 |
| --------- | ---- | ---- | ---- | ---- | ---- | ---- | ---- | ---- | ---- |
| Население | 177  | 469  | 484  | 524  | 582  | 306  | 175  | 114  | 83   |